# Den oväntade gästen (roman)
Den oväntade gästen (engelska: The Unexpected Guest) är en roman av Charles Osborne baserad på pjäsen med samma namn från 1958 av deckarförfattaren Agatha Christie och publicerades första gången i Storbritannien av HarperCollins den 6 september 1999 och den 1 oktober 1999 i USA av St. Martin's Press.
Boken skrevs efter den framgångsrika publiceringen av Mörk brygd efter pjäsen Black Coffee från 1930 året innan. Liksom den boken är romanversionen en okomplicerad överföring av scenlinjerna och anvisningarna i Christies manus till en skriven berättelse. Osborne valde att inte lägga till karaktärer, repliker eller scener som skulle komma att förändra vad som hade presenterats på scenen fyrtioett år tidigare, även om smärre ändringar gjordes för att få fram lämpliga kapitelslut.
Året därpå genomgick Spindelnätet en liknande romaniseringsprocess, återigen av Osborne.

## Handling
En dimmig natt går bilen som tillhör en man vid namn Michael Starkwedder sönder i närheten av ett isolerat hus och när han går in i huset hittar han kroppen av en död man hopsjunken i en stol. En kvinna står lutad över liket med pistolen i handen och erkänner mordet. Hon uppger sitt namn som Laura Warwick, den döde mannens hustru. Hon förklarar att han alltid var berusad och missbrukande. Michael bestämmer sig för att inte överlämna henne till polisen, och de två bestämmer sig för att hitta på en mörkläggningshistoria för att skydda Laura. Till slut bestämmer de sig för en fiende från det förflutna, vid namn MacGreggor, vars son blev överkörd av Richard Warwick, den döde mannen, för flera år sedan. De stoppar ett papper i Richards ficka med datumet för olyckan och där det står "Betalt i sin helhet". Sedan iscensätter de mordet så att det ser ut att ha skett nyligen, och varnar de boende i byggnaden.
Polisen larmas snart och börjar undersöka saken. Det visar sig att MacGreggor är död och misstankar utbyts. Under tiden upptäcker Michael att Laura hade en affär med en annan man, som hon tror mördade Richard. Han tror dock att hon är skyldig. Till slut avslöjas det att Michael är MacGreggor och att han kommit för att hämnas sin son. Han skriker detta till Laura, tillsammans med det faktum att han bryr sig om henne, och hoppar ut genom fönstret och springer iväg.